# Conopeum truitti
Conopeum truitti är en mossdjursart som beskrevs av Osburn 1944. Conopeum truitti ingår i släktet Conopeum och familjen Membraniporidae. Inga underarter finns listade i Catalogue of Life.